# Нийл Макмахон
Нийл Макмахон (на английски: Neil McMahon) е американски писател на произведения в жанра трилър, криминален роман и хорър. Писал е и под псевдонима Даниел Родос (Daniel Rhodes).

## Биография и творчество
Нийл Макмахон е роден през 1949 г. в Чикаго, Илинойс, САЩ. Получава бакалавърска степен по психология от Станфордския университет. В същия университет посещава курс по творческо писане със стипендия „Стегнър“. От 1971 г. живее в Монтана. През 1973 г. започва да работи като дърводелец, за да може едновременно да пише.
Съпругата му Ким координира годишния фестивал на книгата на Монтана.
Първият му роман, хорър трилъра „Next, After Lucifer“, е издаден през 1987 г. под псевдонима Даниел Родос.
Става известен като съавтор на Джеймс Патерсън за трилъра „Toys“ (Играчки) през 2011 г. Книгата става бестселърът №1 в списъка на „Ню Йорк Таймс“.
Автор е и на две поредици: Едната с главен герой Карол Монк – лекар и медицински следовател в Сан Франциско, и другата с герой Хю Даворен – дърводелец и любител детектив.
Нийл Макмахон живее със семейството си в Мисула, Монтана.

## Произведения

### Като Даниел Родос

#### Самостоятелни романи
- Next, After Lucifer (1987)
- Adversary (1988)
- Kiss of Death (1990)
- Vampires (1998) – с Катлийн Родос

### Като Нийл Макмахон

#### Самостоятелни романи
- Toys (2011) – с Джеймс Патерсън
- L.A. Mental (2011)
- Cast Angels Down To Hell (2011)
- Adam of Albion (2012) – с Ким Макмахон
- The Shadow Kind (2015)

#### Серия „Карол Монк“ (Carroll Monks)
1. Twice Dying (2000)
2. Blood Double (2002)
3. To the Bone (2003)
4. Revolution No. 9 (2005)

#### Серия „Хю Даворен“ (Hugh Davoren)
1. Lone Creek (2007)
2. Dead Silver (2008)

### Сборници
- Fifty Shades of Great Aunt Elinor (2012)